# جيل جيرارد
جيل جيرارد (بالإنجليزية: Gil Gerard)‏ هو منتج أفلام وممثل أمريكي، ولد في 23 يناير 1943 بليتل روك في الولايات المتحدة.

## وصلات خارجية
- جيل جيرارد على موقع IMDb (الإنجليزية)
- جيل جيرارد على موقع ألو سيني (الفرنسية)
- جيل جيرارد على موقع أول موفي (الإنجليزية)
- جيل جيرارد على موقع قاعدة بيانات برودواي على الإنترنت (الإنجليزية)
- جيل جيرارد على موقع قاعدة بيانات الأفلام السويدية (السويدية)
- جيل جيرارد على موقع إن إن دي بي (الإنجليزية)
- جيل جيرارد على موقع قاعدة بيانات الفيلم (الإنجليزية)
- جيل جيرارد على موقع كينوبويسك (الروسية)